# Michail Vrubel
Michail Vrubel, född 5 mars 1856 (enligt g.s.; 17 mars enligt n.s.) i Omsk, död 1 april 1910 (enligt g.s.; 14 april enligt n.s.) i Sankt Petersburg, var en rysk konstnär, bland annat verksam inom symbolismen.